# Rionero Sannitico
Rionero Sannitico község (comune) Olaszország Molise régiójában, Isernia megyében.

## Fekvése
A megye északnyugati részén, az Abruzzo-Molise-Lazio Nemzeti Park területén fekszik. Határai: Acquaviva d’Isernia, Castel di Sangro, Forlì del Sannio, Montenero Val Cocchiara és Vastogirardi.

## Története
A települést a 10-11. században alapították. Virágkorát a San Vincenzo al Volturno bencés apátság működése idején élte. A 12. századtól különböző nemesi családok birtokolták. A 19. század elején nyerte el önállóságát, amikor a Nápolyi Királyságban felszámolták a feudalizmust.

## Népessége
A népesség számának alakulása:

## Főbb látnivalói
- San Bartolomeo Apostolo-templom